# Namba-jinja
Ne doit pas être confondu avec Namba Yasaka-jinja.

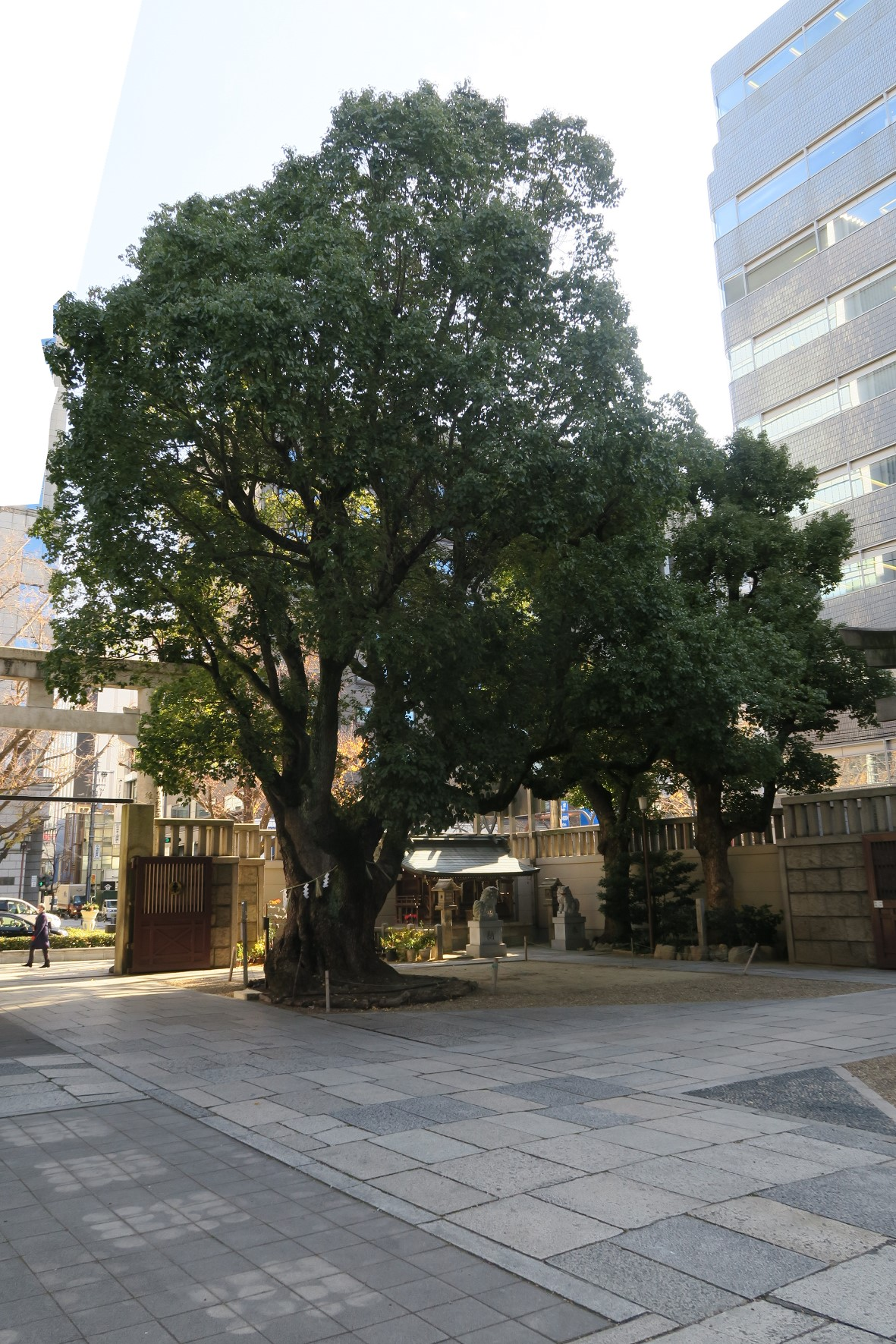
Vieil arbre dans le sanctuaire Namba-jinja

Le Namba-jinja (japonais : 難波神社) est un sanctuaire shinto dans l'arrondissement de Chuo-ku de la ville d'Osaka.

## Présentation
Le sanctuaire est dédié au 16e empereur du Japon, Nintoku.
Le lieu de culte a été construit en 415, durant le règne du 18e empereur, Hanzei, dans l'ancienne capitale de Matsubara dans la Préfecture d'Osaka. Plus tard, en même temps que Toyotomi Hideyoshi faisait construire le Château d'Osaka, Namba-jinja a été déplacé à son emplacement actuel.
Le jour du nouvel 1071, l'empereur Go-Sanjo a visité le sanctuaire sur son chemin vers le Sumiyoshi-taisha, et il a déterminé que, en plus de Nintoku, on honorerait aussi Susa-no-O (素盞嗚) et la divinité féminine Uka-no-mi-tama (倉稲魂), pour le traitement des maladies.
La Torii et les murs environnants du lieu de culte ont été détruits pendant la Guerre du Pacifique, le 14 mars 1945. Ils ont été reconstruits en béton armé en 1974.

## Images

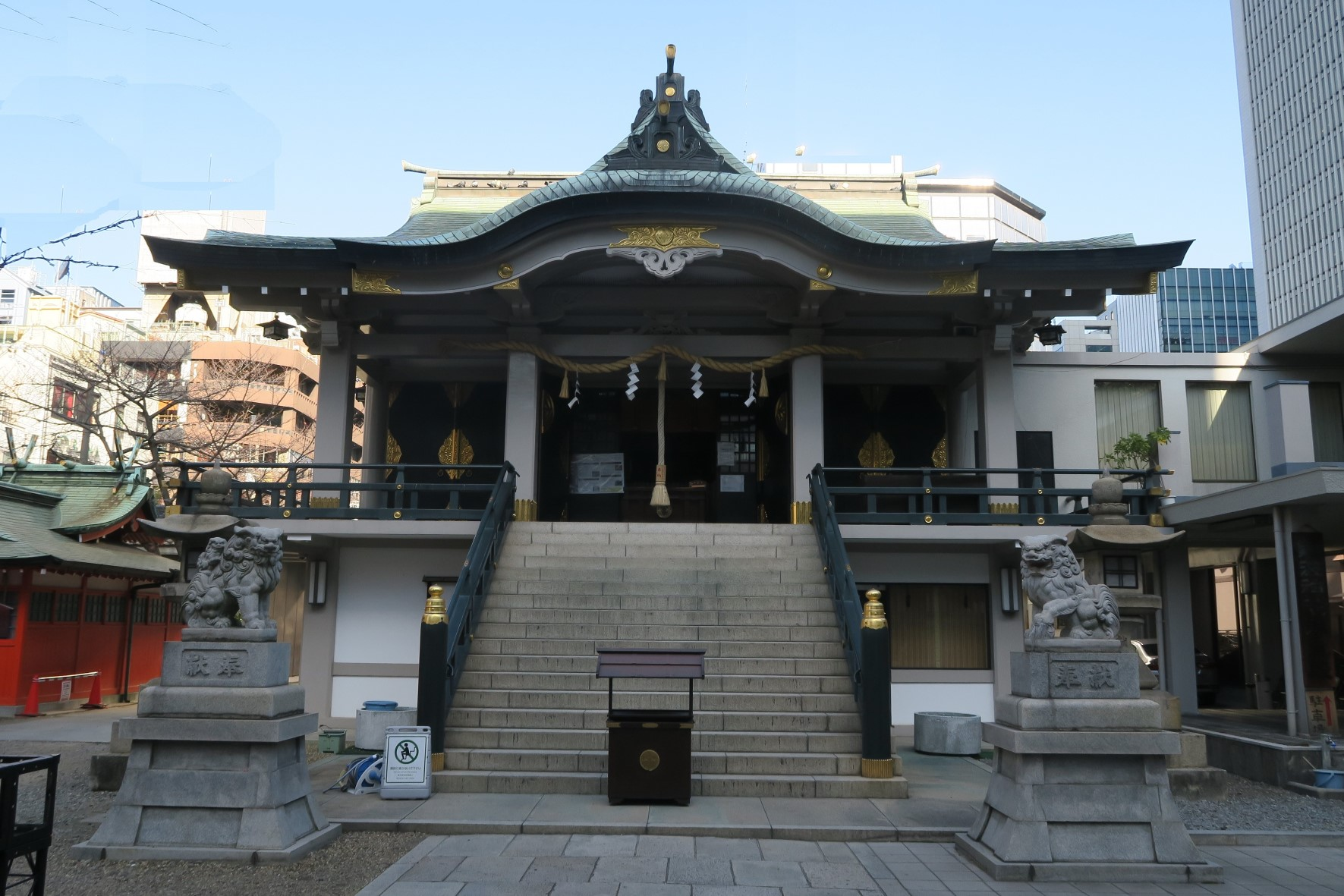
Le bâtiment principal
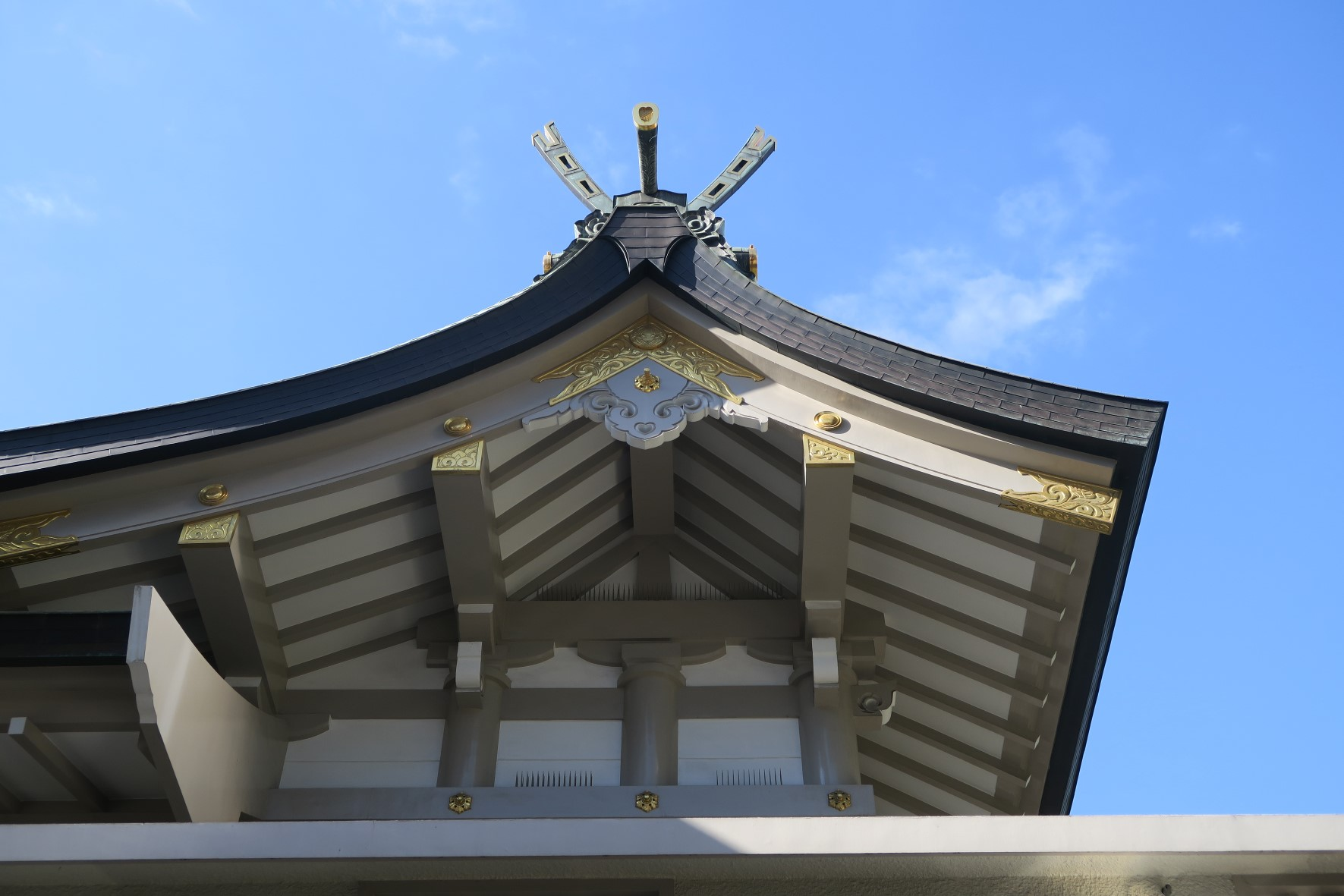
Fronton d'un des sanctuaires annexes
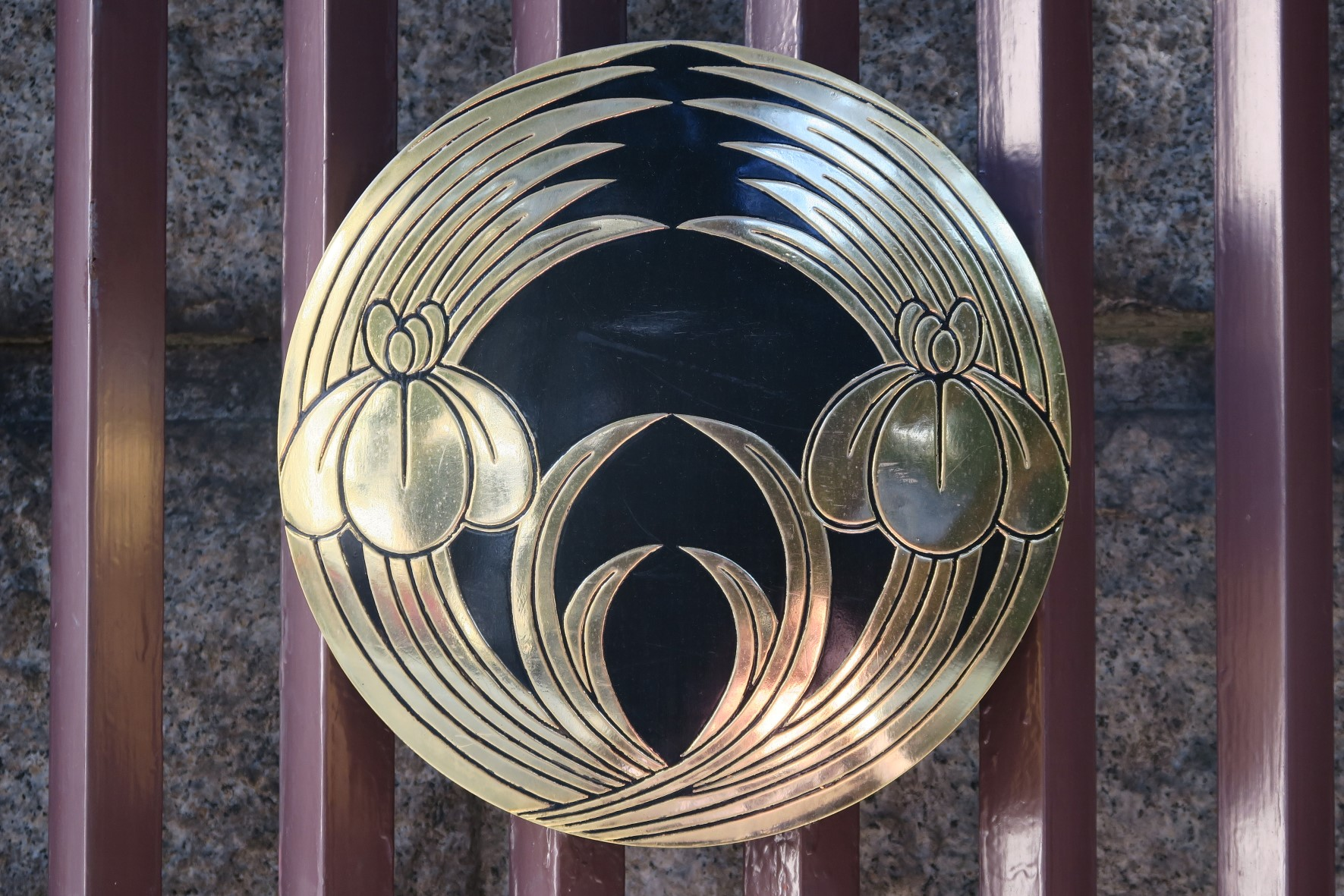
Emblème sur la porte du sanctuaire